# توماس هنتر (سياسي)
توماس هنتر (بالإنجليزية: Thomas Hunter)‏ هو سياسي أمريكي، ولد في 11 سبتمبر 1834، وتوفي في 11 مارس 1903. حزبياً، نشط في الحزب الجمهوري. وقد انتخب عضو جمعية ولاية نيويورك وانتخب عضو مجلس ولاية نيويورك.